# Os Pássaros
Os Pássaros (em inglês:  The Birds) é um filme norte-americano de 1963, do gênero de suspense, dirigido por Alfred Hitchcock. O filme se concentra em uma série de ataques de pássaros violentas repentinas e inexplicáveis sobre o povo de Bodega Bay, Califórnia, ao longo de alguns dias.
O filme é estrelado por Rod Taylor, Tippi Hedren em sua estréia nas telas, Jessica Tandy, Suzanne Pleshette e Veronica Cartwright. O roteiro é de Evan Hunter, que foi informado por Hitchcock para desenvolver novos personagens e um enredo mais elaborado, mantendo o título e o conceito de do Maurier de ataques inexplicáveis de pássaros.

## Enredo
Melanie Daniels (Tippi Hedren), uma jovem socialite, atende o advogado Mitch Brenner (Rod Taylor) em uma loja de aves de San Francisco. Ele quer comprar um par de passarinhos para o décimo primeiro aniversário de sua irmã, mas a loja não tem nenhum. Ele a reconhece de um encontro anterior, mas ela não se lembra dele, então Mitch joga uma brincadeira, fingindo confundi-la com uma vendedora. Melanie fica furiosa quando percebe isso, embora também goste de pregar peças. Intrigada, ela encontra o endereço do advogado na Bodega Bay, compra um par de periquitos e faz uma longa viagem para entregá-los. Ela secretamente deposita a gaiola dentro da casa de sua mãe com uma nota. Ele a vê na água através de um par de binóculos durante sua retirada e consegue falar com ela depois que ela é atacada e ferida por uma gaivota. Ele a convida para jantar e ela aceita hesitante.
Melanie fica a saber de Mitch, de sua mãe viúva Lydia (Jessica Tandy), e sua irmã mais nova Cathy (Veronica Cartwright). Ela também faz amizade com a professora da escola local Annie Hayworth (Suzanne Pleshette), que é ex-amante de Mitch. Quando ela passa a noite na casa de Annie, eles são surpreendidos por um barulho alto; uma gaivota matou-se por voar para a porta da frente. Na festa de aniversário de Cathy, no dia seguinte, os convidados são atacados por gaivotas. Na noite seguinte, pardais invadem a casa Brenner através da chaminé. Na manhã seguinte, Lydia visita um fazendeiro vizinho para discutir o comportamento incomum de suas galinhas. Ela descobre um cadáver sem olhos, o resultado de um assalto feito por um pássaro em sua casa. Ela foge da cena de terror. Depois de ser confortada por Melanie e Mitch, ela manifesta a sua preocupação com a segurança de Cathy na escola. Melanie dirige lá e espera pelo fim da aula, sem saber que um grande número de corvos estão se concentrando nas proximidades na área do playground. Horrorizada ao ver o trepa-trepa tragado por eles, ela adverte Annie e eles evacuam as crianças. A comoção agita os corvos e eles atacam ferindo várias das crianças.
Melanie encontra Mitch em um restaurante local. Vários clientes descrevem seus próprios encontros com o comportamento estranho dos pássaros. Uma bêbada acredita que os ataques são um sinal do apocalipse, e um caixeiro-viajante sugere exterminar todos eles. Um ornitólogo amador descarta os relatos de ataques como fantasiosa e argumenta sobre isso com Melanie. Uma jovem mãe torna-se cada vez mais aflita com a conversa e repreende a todos por amedrontar seus filhos. Os pássaros começam a atacar as pessoas fora do restaurante. Um frentista é atacado ao encher um carro com gasolina; ele é nocauteado por uma gaivota que voa e a gasolina derrama para a rua. O vendedor do restaurante, sem saber que ele está de pé em uma poça de gasolina, tenta acender um charuto. A gasolina inflama, matando-o. A luz da explosão atrai uma massa de gaivotas, que começam a pular ameaçadoramente quando os habitantes tentam combater o fogo. As aves começam a atacar a cidade enquanto as pessoas se agitam no restaurante para o levantamento dos danos; Melanie é forçada a refugiar-se em uma cabine de telefone enquanto os pássaros criam o caos fora. Mitch vai resgatá-la e volta para o restaurante, onde a jovem mãe fica histérica e acusa Melanie de provocar os ataques, já que os pássaros não tinham o comportamento vicioso até que ela chegou. O ornitólogo fica em silêncio atordoado. Melanie e Mitch voltam à casa de Annie e descobrem que ela foi morta pelos corvos enquanto levava Cathy para a segurança.
Melanie e o Brenners trancam-se dentro da casa de Brenner. Ele é atacado por ondas de aves de todas as espécies diferentes, que várias vezes quase se quebram através das portas e janelas fechadas. Durante uma pausa noturna entre os ataques, Melanie ouve o som da vibração das asas. Não querendo perturbar o sono dos outros, ela entra na cozinha e vê que os pombinhos estão sedentários. Percebendo os sons que emanam de cima, ela cautelosamente sobe a escada e entra no quarto de Cathy, onde ela descobre que as aves tinham quebrado através do telhado. As aves a atacam violentamente, prendendo-a no quarto até Mitch a socorrer. Ela é gravemente ferida e está quase catatônica; Mitch insiste que eles devem levá-la para o hospital e sugere ir de carro até São Francisco. Quando ele olha para fora, é madrugada e um mar de aves ameaçadoras estão em torno da casa  de Brenner, enquanto prepara o seu carro para a fuga. O rádio relata a propagação de ataques de aves para as comunidades próximas, e sugere que a Guarda Nacional seja obrigada a intervir porque as autoridades civis são incapazes de combater os ataques, que continuam inexplicáveis. Na cena final, o carro que levava Melanie, os Brenners, e os pombinhos lentamente faz o seu caminho através de uma paisagem em que milhares de aves estão juntas.

## Elenco
| - Tippi Hedren como Melanie Daniels - Rod Taylor como Mitch Brenner - Jessica Tandy como Lydia Brenner - Suzanne Pleshette como Annie Hayworth - Veronica Cartwright como Cathy Brenner - Ethel Griffies como Sra. Bundy, ornitologista - Charles McGraw como Sebastian Sholes, pescador - Ruth McDevitt como Sra. MacGruder, proprietária da loja de pássaros | - Lonny Chapman como Deke Carter, estalajadeiro - Joe Mantell como empresário cínico - Doodles Weaver como pescador ajudando com aluguel de barco - Malcolm Atterbury como Deputado Al Malone - John McGovern como funcionário dos correios - Karl Swenson como adivinho bêbado no restaurante - Richard Deacon como vizinho de Mitch em San Francisco - Elizabeth Wilson como Helen Carter, esposa de Deke - William Quinn como Sam |

Alfred Hitchcock faz sua participação especial como um homem saindo com dois cachorros para fora de uma loja de animais no início do filme. Os animais são na verdade do próprio diretor, dois white terriers, Geoffrey e Stanley.

## Inspiração de eventos da vida real
O filme Birds foi parcialmente inspirado pelos verdadeiros eventos de um ataque de pássaros em massa na cidade litorânea de Capitola, na Califórnia, em 18 de agosto de 1961, quando "os residentes de Capitola acordaram com uma cena que parecia saída de um filme de terror. Hordas de aves marinhas foram bombardeando suas casas, colidindo com carros e vomitando anchovas meio digeridas nos gramados". Alfred Hitchcock ouviu falar desse evento e o utilizou como material de pesquisa para esse filme que estava em andamento. A verdadeira causa do comportamento das aves eram as algas tóxicas, mas isso não era conhecido na década de 1960.

## Temas e estilo

### Tema
Entre os temas centrais explorados em The Birds estão o amor e a violência. A representação dos pássaros no filme muda constantemente para refletir o desenvolvimento desses temas e a própria história. A princípio, os periquitos da loja de animais significam o amor florescente entre Melanie e Mitch e a tensão sexual entre os dois. No entanto, o simbolismo dos pássaros muda assim que eles começam a atacar a Bodega Bay. Hitchcock afirmou em uma entrevista que os pássaros do filme se levantam contra os humanos para puni-los por tomar a natureza humana como certa.
Outro tema explorado no filme é a captura de civis. Isso ocorre porque os pássaros atacam quem sai, consequentemente deixando as pessoas presas em suas casas.
A estudante de ciências humanas Camille Paglia escreveu uma monografia sobre o filme para a série BFI Film Classics. Ela a interpreta como uma ode às muitas facetas da sexualidade feminina e, por extensão, da própria natureza. Ela observa que as mulheres desempenham papéis fundamentais nela. Mitch é definido por seus relacionamentos com sua mãe, irmã e ex-amante - um equilíbrio cuidadoso que é interrompido por sua atração pela bela Melanie.

"O tema [do filme], afinal, é a complacência, como o diretor declarou em inúmeras ocasiões. Quando conhecemos cada um dos personagens principais, sua capacidade infinita de auto-absorção é enfatizada. A socialite entediada de Tippi Hedren é viciada. para piadas práticas demoradas elaboradamente. advogado auto-justo de Rod Taylor ostenta a sua sensualidade arrogante, Suzanne Pleshette, sua ex-noiva, chafurda na auto-piedade, e Jessica Tandy, sua mãe possessiva, se encolhe de seu medo da solidão.
com personagens complexos e antipáticos para enfrentar, o público começa a se identificar com o ponto de vista dos pássaros, na verdade o ponto de vista desumano..."

— Historiador de cinema Andrew Sarris

### Estilo
Edição de montagem  e ritmo lento são usados dentro do filme para criar suspense e obter uma maior resposta emocional do público durante as cenas de ataque: "O padrão de The Birds foi deliberadamente ir devagar". Isso é exemplificado na cena em que os pássaros se reúnem gradualmente fora da escola, enquanto Melanie, que não observa, senta-se e espera no banco. A câmera corta entre ela e o número crescente de pássaros que se aglomeram no trepa-trepa atrás dela até que finalmente atacam.
As "Eyeline match" e as tomadas de ponto de vista (POV) no filme incentivam a identificação do público com personagens específicos e suas experiências subjetivas. Isso é alcançado cortando entre o personagem e o objeto de seu olhar. Por exemplo, quando Melanie atravessa a baía perto do início do filme, a câmera corta entre close-ups de seu rosto e fotos da casa Brenner da perspectiva dela, enquanto observa Mitch se encantar com uma brincadeira.
O foco na edição e no visual, em vez do diálogo, também é um elemento do cinema puro que Hitchcock utiliza amplamente em todo o seu trabalho.

## Recepção
Inicialmente o filme recebeu críticas mistas, mas hoje é considerado um clássico cult. No Rotten Tomatoes tem um índice de aprovação de 96% com base em críticas de 52 críticos, com uma classificação média de 8,2 / 10, e o consenso do site afirma: "Provando mais uma vez que o acúmulo é a chave do suspense, Hitchcock conseguiu pássaros em alguns dos vilões mais aterrorizantes da história do horror ". No Metacritic, ele tem uma pontuação de 87 em 100, com base em críticas de 12 críticos, indicando "aclamação universal".
Porém ainda recebe análises negativas com a Esquire Magazine chamando os personagens de ridículos,burros e sem cérebro. E ainda o decretou como o pior filme do Hitchcock

## Sequência
Uma sequência mal recebida na televisão, The Birds II: Land's End, foi lançada em 1994. O diretor Rick Rosenthal removeu seu nome dos créditos e usou o pseudônimo de Hollywood Alan Smithee. A sequência apresentava personagens totalmente novos e um cenário diferente, com Bodega Bay mencionado apenas uma vez. Tippi Hedren voltou como coadjuvante, mas não como seu personagem original.

## Principais prêmios e indicações
Oscar 1964 (EUA)
- Indicado na categoria de melhores efeitos especiais.

Globo de Ouro 1964 (EUA)
- Venceu na categoria atriz mais promissora (Tippi Hedren).

Prêmio Edgar 1964 (Edgar Allan Poe Awards, EUA)
- Indicado na categoria de melhor filme.